# Солукхумбу (район)
Солукхумбу (непальск. सोलुखुम्बु जिल्ला) — один из 75 районов Непала. Входит в состав зоны Сагарматха, которая, в свою очередь, входит в состав Восточного региона страны. Административный центр — город Саллери. Является самым высокогорным районом в мире.
Граничит с районами Окхалдхунга и Кхотанг (на юге), районами Санкхувасабха и Бходжпур зоны Коси (на востоке), районами Долакха и Рамечхап зоны Джанакпур (на западе) и Тибетским автономным районом КНР (на севере). Площадь района составляет 3312 км². Гора Джомолунгма расположена в северной части района, на территории национального парка Сагарматха.
Население по данным переписи 2011 года составляет 105 886 человек, из них 51 200 мужчин и 54 686 женщин. По данным переписи 2001 года население насчитывало 107 686 человек. Коренной этнической группой этих мест является народ раи; в высокогорьях живут шерпы.
С 2015 года в составе провинции Коши

## Состав
- Солу
- Пхарак
- Кхумбу